# Burnatia enneandra
Burnatia enneandra Micheli – gatunek słodkowodnych roślin błotnopączkowych z monotypowego rodzaju Burnatia z rodziny żabieńcowatych, występujący w tropikalnej i południowej Afryce.

## Morfologia
ŁodygaBulwiaste kłącze.
LiścieLiście odziomkowe. Ogonki liściowe cylindryczne, zwężające się. Blaszki równowąsko-lancetowate do jajowatych, o zaokrąglonej lub wąsko zwężającej się nasadzie.
KwiatyRośliny dwupienne. Kwiaty zebrane w wiechę złożoną, wyrastającą na głąbiku. Kwiaty małe. Okwiat podwójny. Działki kielicha trwałe. Płatki korony białe do różowawych, zredukowane lub mniejsze od działek kielicha. Kwiaty męskie z (6–)9 pręcikami i około 12 jałowymi owocolistkami. Kwiaty żeńskie z 8–20 owocolistkami zebranymi w płaskim dnie kwiatowym, niekiedy z 2 prątniczkami.
OwoceOdwrotnie jajowate niełupki, bocznie spłaszczone, zebrane w małą główkę.

## Systematyka
Systematyka według Angiosperm Phylogeny Website (aktualizowany system APG III z 2009)Należy do monotypowego rodzaju Burnatia, zaliczanego do rodziny żabieńcowatych (Alismataceae ), która należy do rzędu żabieńcowców (Alismatales).
Typ nomenklatorycznyZ uwagi na brak (zniszczenie?) holotypu typem nomenklatorycznym gatunku jest izotyp, będący okazem zielnikowym, zebranym w 1837 roku w Etiopii przez T. Kotschy'ego, przechowywany w Nationaal Herbarium Nederland w Lejdzie.